# Yrjö Sadeniemi

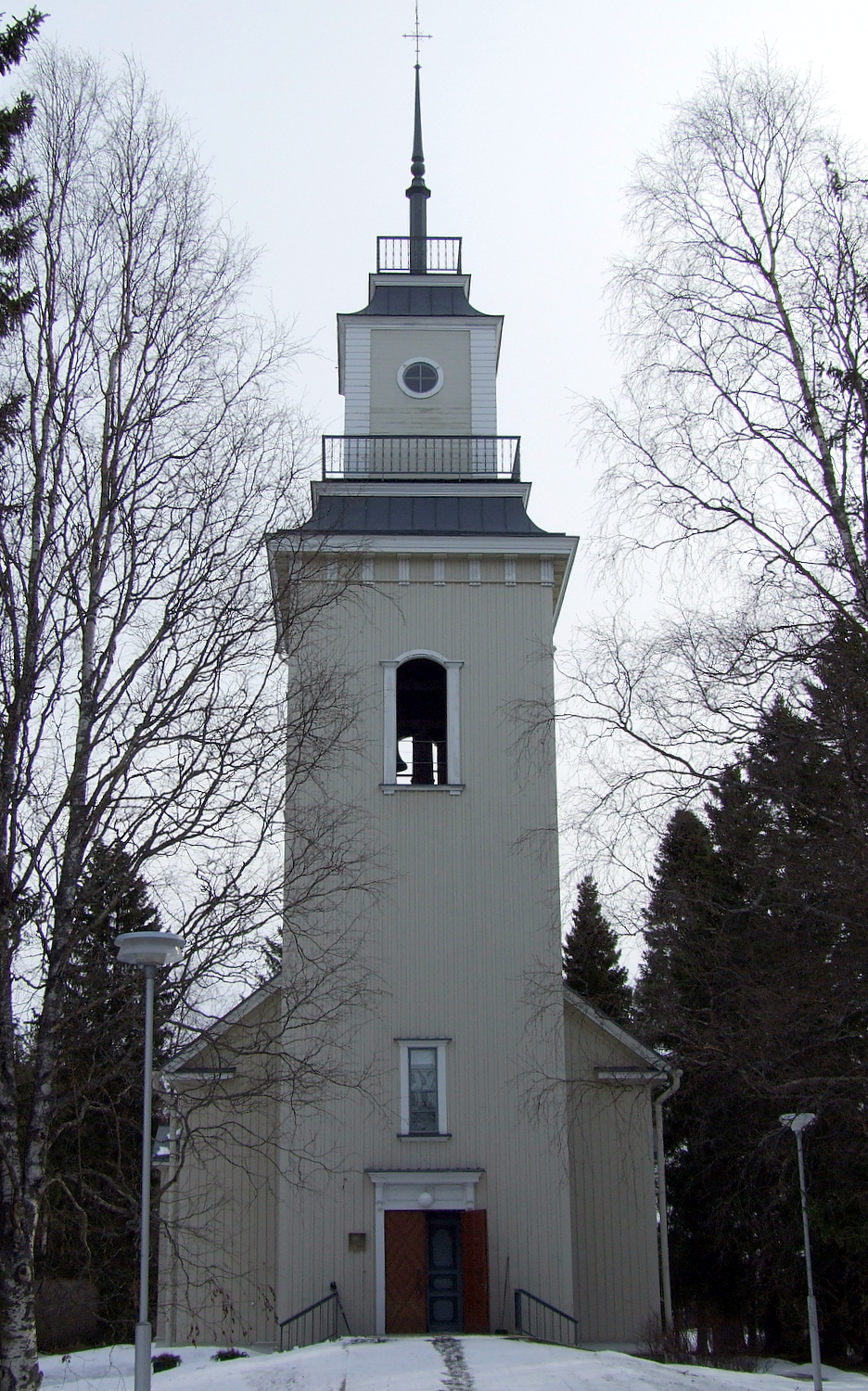
Överijo kyrka (1932).

Yrjö Jaakko Sadeniemi (till 1906 Sadenius), född 28 november 1869 i Ylöjärvi, död 10 april 1951 i Helsingfors, var en finländsk arkitekt.
Sadenius utexaminerades från Polytekniska institutet 1891 och verkade därefter vid Överstyrelsen för allmänna byggnaderna till 1905, då han blev kontrollant vid Stämpelkontoret. År 1922 blev han överdirektör vid Överstyrelsen för de allmänna byggnaderna, en befattning som han innehade till 1936. Han var extra lärare vid Polytekniska institutet 1900–1922 och bedrev även egen arkitektverksamhet. Av hans verk kan nämnas medborgarinstituten i Tusby och Salo, de finska samskolorna i Forssa, Kouvola, Terijoki och Virmo samt bostadshus och villor.